# Mephisto (Marvel)
Mephisto is een personage uit de strips van Marvel Comics. Hij werd bedacht door Stan Lee en Sal Bucema, en verscheen voor het eerst in Silver Surfer vol. 1 #3 (oktober 1968).

## Biografie
Er is beweerd dat Mephisto ontstaan is toen Atum, de zonnegod, de eerste generatie slechte goden van de Aarde had gedood, en hun corrupte energie, die hij in zich had opgenomen, weer uitstootte. De energie zou veranderd zijn in een groot aantal goden en demonen, waarvan er vele nu nog bestaan en Mephisto er een van is.
Mephisto zelf heeft echter ooit beweerd dat het almachtige wezen wiens krachten na zijn dood de zg. 'Infinity Gems' vormden, vóór hij stierf eerst bij wijze van experiment een deel van zichzelf onafhankelijk leven gaf. Omdat het wezen zelf geen concept had van goed en kwaad, omdat het het enige was wat bestond, gaf het de nieuwe wezens geen eigenschappen mee; maar hierdoor werden ze een boosaardig ras van demonen. De 'Oneindigheids-entiteit' vernietigde hen toen, maar toen hij, wanhopig door eenzaamheid, zelfmoord pleegde en het heelal - inclusief Infinity Gems - tot bestaan kwam, werden de demonen ook herschapen. Een van deze demonen - de meest wijze en verstandige, aldus hemzelf - was Mephisto.
Als een entiteit van puur kwaad werd Mephisto vroeger vaak aangezien voor de Bijbelse versie van Satan, maar tot nu toe is het niet bewezen dat hij daadwerkelijk deze Satan is. Mephisto’s ware oorsprong moet eveneens nog onthuld worden, ondanks de twee verklaringen die hij zelf tot nu toe heeft gegeven. Gezien het feit dat misleiding en verduistering Mephisto’s vaste kenmerken zijn, is het zeer de vraag of er iets klopt van zijn eigen verklaringen.
Feit is dat Mephisto buitengewoon slecht en wreed is, en actief de ondergang zoekt van alle levensvormen behalve hemzelf. Het enige wezen waar hij van houdt is de manifestatie van de Dood. In zijn dimensie, die op de traditionele voorstelling van de Hel lijkt, houdt hij de ongelukkige zielen van wezens die zich aan hem gebonden hebben - door middel van een al dan niet geschreven overeenkomst, het is niet zo dat hij rechten kan laten gelden op `slechte´ zielen - gevangen en laat hen gruwelijk martelen. Hun pijn schijnt hem daadwerkelijk gelukkig te maken.
Ondanks dat Mephisto (waarschijnlijk) niet Satan is, hebben zijn uiterlijk en gedrag wel veel overeenkomsten met het stereotiepe beeld van de Duivel. Vooral het feit dat hij zielen van overledenen verzamelt om hen te kwellen heeft hem vaak in conflict gebracht met de superhelden uit het Marvel Universum.
Mephisto onthulde zichzelf voor het eerst toen hij werd afgeweerd door de goedheid van de Silver Surfer. Hij probeerde de Surfer over te halen zich bij hem te voegen, maar faalde hierin. Sindsdien zijn de Surfer, en de Asgardiaanse dondergod Thor vaste vijanden geworden van Mephisto, die hen vooral haat vanwege het feit dat zij perfecte voorbeelden zijn van wat de mensheid op een dag kan worden.
Mephisto heeft twee wrede daden begaan waardoor striplezers hem vooral herinneren. De eerste was het gevangennemen van de ziel van Cynthia Von Doom, Dr. Dooms moeder. Hij hield haar jarenlang vast totdat Dr. Doom, geholpen door Dr. Strange, haar wist te bevrijden. De tweede daad was de creatie van de superheld Ghost Rider, door de demon Zarathos te binden aan motorrijder Johnny Blaze. Om deze laatste reden is Mephisto ook jarenlang een vaste vijand geweest van Ghost Rider.
Toen de Beyonder in het Marvel-universum verscheen, was Mephisto zijn vurigste en angstigste vijand, die er zelfs in slaagde alle Aardse superschurken en Eternity zelf voor zijn karretje te spannen om hem te vernietigen, maar al zijn pogingen faalden, onder anderen juist door de nobelheid van één menselijke ziel, iets wat hij haat. Toen de Beyonder zichzelf menselijk maakte, verlustigde Mephisto zich in de mogelijkheid hem gruwelijk te martelen, maar zelfs toen delfde hij het onderspit.
Toen Thanos van Titan de Infinity Gauntlet bezat, haastte Mephisto zich om zich aan zijn zijde te voegen, uit angst en in de hoop de Gauntlet te kunnen stelen. Uiteindelijk werd hij echter met de andere kosmische wezens die zich tegen de waanzinnige Titaan verzetten gevangengezet.
Eenmaal werd Mephisto tijdelijk “gedood”. Dit gebeurde toen hij Franklin Richards ontvoerde omwille van zijn krachten. Franklin bleek echter sterker dan Mephisto eerst dacht en versplinterde zijn ziel; Mephisto zond zijn dienaar Master Pandemonium eropuit om de zielescherven weer te vinden. Twee stukken van Mephisto’s ziel namen de vorm aan van de kinderen van Scarlet Witch en Vision. Toen Mephisto zichzelf weer herstelde, ontvoerde hij deze twee kinderen en absorbeerde ze; maar ze waren blijkbaar veranderd, want hij werd opnieuw versplinterd.
Mephisto is sindsdien weer verschenen, m.n. om Spiderman en zijn echtgenote te verleiden tot een (onder striplezers uiterst controversiële) overeenkomst.
Een van Mephisto’s bekendste verschijningen in de strip is de "Mephisto vs..." serie, waarin hij onder andere tegen de Fantastic Four, de Avengers en de X-Men vocht.

## Krachten en vaardigheden
Mephisto beschikt over verschillende bovennatuurlijke krachten. Aangezien Mephisto metafysisch bestaat, is hij normaal gesproken onkwetsbaar voor verwondingen. Mephisto kan zijn magie gebruiken om vrijwel alles voor elkaar te krijgen. In een gevecht met Thor gaf hij zichzelf bovenmenselijke kracht, gedaanteverwisseling en de gave om illusies te creëren om zo Thors gelijke te worden. Mephisto en zijn dimensie zijn symbiotisch verbonden. Als Mephisto wordt vernietigd, kan hij zichzelf altijd in zijn dimensie herstellen.
Mephisto heeft de gave om bezit te nemen van de zielen van de levenden, maar hij kan een ziel alleen opeisen als deze hem wordt aangeboden middels een deal. Mephisto regeert over zijn eigen dimensie door middel van angst en manipulatie. Hij heeft zelf een keer toegegeven dat als al zijn slaven ooit samen zouden spannen tegen hem, hij hen waarschijnlijk niet zou kunnen verslaan.

## Mephisto in andere media

### Marvel Cinematic Universe
Sinds 2025 verschijnt Mephisto in het Marvel Cinematic Universe waarin hij wordt vertolkt Sacha Baron Cohen. Hij maakte zijn debuut in de televisieserie Ironheart op de streamingdienst Disney+. Hij verschijnt onder andere in de volgende serie:
- Ironheart (2025) (Disney+)

### Film
- In de film Ghost Rider (2007) werd Mephisto (Mephistopheles) gespeeld door Peter Fonda. Nicolas Cage speelde Johnny Blaze.
- Mephisto kwam ook voor in Ghost Rider: Spirit of Vengeance Hier heeft hij een menselijke vorm aangenomen. Zijn naam luidt 'The Devil' maar hij wordt ook Roarke genoemd. Hij wordt gespeeld door Ciarán Hinds. Hij wilde een kind met Nadja en had plannen voor Danny, maar is door Ghost Rider teruggestuurd naar de hel.

### Televisie
- Mephisto had een cameo in Spider-Man and His Amazing Friends in de aflevering "The Prison Plot" als een van de illusies gecreëerd door Mastermind.